# Friedrich Wilhelm Hasenclever

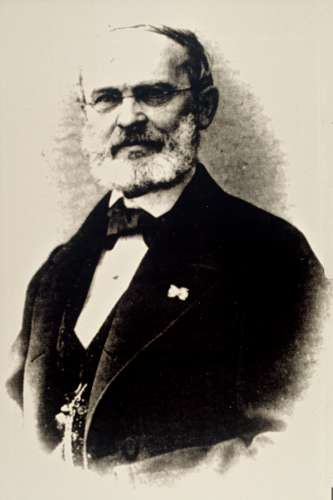
Friedrich Wilhelm Hasenclever

Friedrich Wilhelm Hasenclever (* 29. Juni 1809 in Gevelsberg; † 25. Dezember 1874 in Aachen) war ein deutscher Unternehmer der chemischen Industrie.

## Leben
Er war Sohn des Pfarrers und späteren Konsistorialrats Ferdinand Hasenclever und seiner Frau Dorothea (geb. Schimmel).
Er besuchte das Gymnasium Laurentianum in Arnsberg. Danach lernte er den Beruf des Apothekers. Anschließend studierte er Rechtswissenschaften und daneben Chemie in Berlin. Im Jahr 1834 wurde er Assistent des Chemieprofessors Eilhard Mitscherlich. Eine Promotion ist nicht belegbar. Er legte in Berlin das Apothekerexamen ab.
Er war seit 1836 in Aachen zunächst Reisender für die Monheimsche Apotheke. Daneben war er auch in der von Johann Peter Joseph Monheim betriebenen chemischen Fabrik tätig. Er übernahm 1840 in Burtscheid eine Apotheke. Im selben Jahr heiratete er Julie Tilger. Daneben gab er Unterricht in Chemie und Physik. Seine Apotheke verlegte er 1842 nach Aachen.
Im Jahr 1850 gründete er die Chemische Fabrik Waldmeisterhütte in Atsch bei Stolberg. Zusammen mit Max Braun und Eugène Godin gründete er 1852 die Sodafabrik Hasenclever & Co. Im selben Jahr verkaufte er seine Aachener Apotheke. Aus der Fabrik Hasenclever & Co. ging 1856 die Chemische Fabrik Rhenania in Stolberg hervor. Unter der Leitung Hasenclevers entwickelte sich ein bedeutendes Unternehmen. Hasenclever entwickelte ein Verfahren aus fein gepulverter Zinkblende Schwefelsäure herzustellen. Zinkblende war im Stolberger Revier genügend vorhanden. Der zuvor übliche Import von Schwefel und Schwefelkies war damit unnötig geworden. Neben Soda und Schwefelsäure stellte das Unternehmen seit 1864 auch Chlorbarium her. Aus den Überresten der Sodaproduktion gelang es 1863 Schwefel zu regenerieren. Das Unternehmen stellte auch unterschwefligsaures Natron, Wasserglas, Mineraldünger, Superphosphat, Sulfat und Glaubersalz her.
Hasenclever war eine der Persönlichkeiten und Unternehmer, die sich 1858 zu dem „privaten Komitee zur Errichtung einer polytechnischen Schule in Aachen“ zusammenschlossen. Daraus ging die heutige RWTH Aachen hervor. Im Jahr 1867 war er Mitglied der Jury bei der Pariser Weltausstellung. Dem Verein Deutscher Ingenieure (VDI) und dem VDI-Bezirksverein Aachen trat er 1856 bei. Daneben war er Oberst der Feuerwehr in Burtscheid und Aachen. Er wurde mit dem Roten Adlerorden IV. Klasse ausgezeichnet.
Nach dem Tod von Friedrich Wilhelm Hasenclever übernahm sein Sohn Robert Hasenclever, der schon seit längerem in der Firma tätig war, die Leitung des Unternehmens.